# Football Club Cattolica 1980-1981
Questa voce raccoglie le informazioni riguardanti il Football Club Cattolica nelle competizioni ufficiali della stagione 1980-1981.

## Rosa
| N. |                   | Ruolo | Calciatore          |
| -- | ----------------- | ----- | ------------------- |
|    | Italia (bandiera) | C     | Davide Casanova     |
|    | Italia (bandiera) | D     | Emidio Cattelani    |
|    | Italia (bandiera) | C     | Massimo Cerri       |
|    | Italia (bandiera) | P     | Giorgio Ciaschini   |
|    | Italia (bandiera) | A     | Francesco Di Mario  |
|    | Italia (bandiera) | D     | Oliviero Inverardi  |
|    | Italia (bandiera) |       | Laurenti            |
|    | Italia (bandiera) | D     | Maurizio Manetti    |
|    | Italia (bandiera) | P     | Gianluca Marchionni |
|    | Italia (bandiera) | C     | Simone Migani       |
|    | Italia (bandiera) | C     | Emanuele Misturi    |
|    | Italia (bandiera) | C     | Renato Pasini       |
|    | Italia (bandiera) | D     | Marco Pattacini     |

| N. |                   | Ruolo | Calciatore             |
| -- | ----------------- | ----- | ---------------------- |
|    | Italia (bandiera) |       | Pieraccini             |
|    | Italia (bandiera) | A     | Pier Francesco Pivetti |
|    | Italia (bandiera) | C     | Gianfranco Romano      |
|    | Italia (bandiera) | D     | Delio Rossi            |
|    | Italia (bandiera) |       | F. Rossi               |
|    | Italia (bandiera) | A     | Stefano Rossi          |
|    | Italia (bandiera) | D     | Angelo Sacchi          |
|    | Italia (bandiera) | D     | Carmine Schiano        |
|    | Italia (bandiera) | A     | Stefano Tosi           |
|    | Italia (bandiera) |       | Venturi                |
|    | Italia (bandiera) | D     | Michele Vidali         |
|    | Italia (bandiera) | A     | Piergiorgio Zaffini    |